# Drimolen
Drimolen és un jaciment prehistòric de Gauteng, a Sud-àfrica, que ha proporcionat fòssils de Paranthropus robustus i espècies del gènere Homo. L'estratigrafia del jaciment abasta un ampli període de fa 2,6 a 1,4 milions d'anys. També s'hi ha desenterrat una paleofauna fòssil important de carnívors i bòvids. El jaciment és a uns 7 km al nord de Sterkfontein. Forma part dels jaciments d'homínids fòssils sud-africans, Patrimoni de la Humanitat per la UNESCO.
Un estudi publicat el 2020 anunciava el descobriment a Drimolen dels fòssils més antics d'Homo ergaster coneguts a l'Àfrica, així com nous fòssils de Paranthropus robustus, tots datats d'uns 2 milions d'anys enrere.

## Història
André Keyser va descobrir el jaciment el 9 de juliol del 1992, i continuà dirigint les excavacions fins a la seua mort, el 2010. El 21 d'octubre del 1994, André Keyser hi trobà el crani DNH 7 (sobrenomenat Eurídice), el crani més complet mai trobat de l'espècie Paranthropus robustus. Colin Menter va dirigir la investigació i les excavacions del 2010 al 2016. Alguns investigadors de la Universitat de Florència a Itàlia (2006-2012), la Universitat de Victòria del Canadà (2011, 2012, 2014) i la Universitat La Trobe d'Austràlia (2013-2018) participaren en  campanyes d'excavació.
El permís i l'excavació, els va assumir Stephanie Baker de la Universitat de Johannesburg el 2017, en col·laboració amb Andy Herries de la Universitat de La Trobe (i la Universitat de Johannesburg), com a part del Projecte de Descobriment del Consell de Recerca Australià (2017–2021).

## Jaciment principal de Drimolen
La zona clàssica del jaciment es coneix com a jaciment principal. Ací és on André Keyser va descobrir fòssils de Paranthropus robustus i fragments fòssils d'espècies indeterminades del gènere Homo. L'edat d'aquest jaciment és d'entre 2 i 1,4 milions d'anys, açò és, si fa no fa la mateixa edat que el jaciment proper de Swartkrans.
El jaciment principal també ha aportat algunes eines d'os de les més antigues conegudes al món i algunes eines de pedra de les més antigues de Sud-àfrica. Tots els fòssils d'homínids apareguts fins ara s'han trobat al jaciment principal.

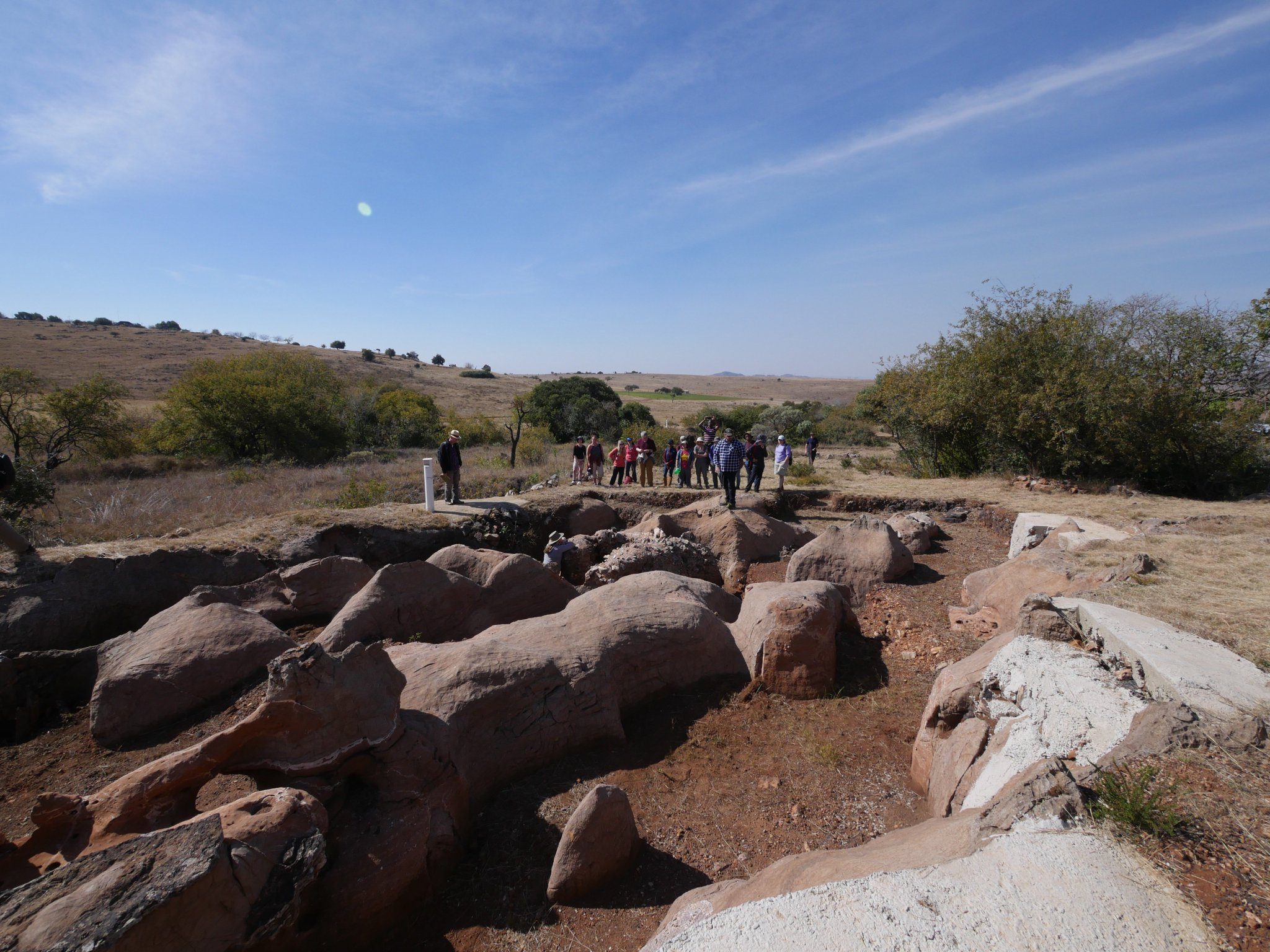
Cova de Makondo

El 2015, l'estudiant d'arqueologia Richard Curtis de la Universitat de La Trobe descobrí un fragment cranial del gènere Homo (DNH 134) en una excavació dirigida per Colin Menter. El crani pertany a un xiquet d'entre 2 i 3 anys. La seua capacitat cranial n'és de 484 cm3 a 593 cm3, i seria lleument més petita que el crani de dona adulta DANS/P1 (uns 598 cm3) trobat a Kada Gona, a Etiòpia. El fòssil rebé el malnom de Simon, en honor a un dels membres de l'equip d'excavació, Simon Mokobane, que es va morir el 2018.
S'ha demostrat per l'anàlisi de noves troballes que el Paranthropus robustus de Drimolen, amb els dels jaciments veïns de Kromdraai i Swartkrans, formen un llinatge evolutiu.
El jaciment principal s'ha datat d'entre 2,04 i 1,95 milions d'anys, tot combinant tres mètodes de datació: datació per urani-plom, ressonància paramagnètica electrònica i paleomagnetisme.

### Paleofauna
Alguns fòssils de paleofauna trobats al jaciment són els més antics o els més recents coneguts de la seua espècie, i indiquen una certa successió d'espècies a al'àrea. Drimolen també és el primer jaciment de la zona que ha proporcionat dues espècies de Dinofelis a la mateixa capa, Dinofelis barlowi i Dinofelis piveteaui.

## Drimolen Makondo
El 2013 es va descobrir un nou jaciment a uns 50 metres del principal, conegut com a Drimolen Makondo. La capa més antiga d'aquest jaciment s'ha datat en 2, 61 milions d'anys, una edat semblant a la de jaciments com ara Sterkfontein o Makapansgat.
Encara no s'han trobat fòssils d'homínids a Makondo.